# Banderas de los Estados Confederados de América
Las banderas de los Estados Confederados de América fueron usadas en distintos ámbitos y funciones durante su existencia (1861-1865). Posteriormente, sin embargo, la cámara estatal de Carolina del Sur las exhibió hasta hace relativamente poco y constituyeron la base para el diseño de las banderas de los Estados de Misisipi y Georgia.

## Listado de banderas

### Primera bandera nacional, «barras y estrellas» (1861-1863)

Primera bandera nacional, vigente del 4 de marzo de 1861 al 21 de mayo de 1861, con 7 estrellas.

Primera bandera nacional, vigente del 21 de mayo de 1861 al 2 de julio de 1861, con 9 estrellas.

Primera bandera nacional, vigente del 2 de julio de 1861 al 28 de noviembre de 1861, con 11 estrellas.

Primera bandera nacional, vigente del 28 de noviembre de 1861 al 1 de mayo de 1863, con 13 estrellas.

La primera bandera nacional oficial de la Confederación, llamada de «barras y estrellas», fue usada del 4 de marzo de 1861 al 1 de mayo de 1863. Se inspiró en las armas del Archiducado de Austria, que acabarían originando más tarde la actual bandera nacional de Austria, y fue diseñada por el artista prusiano Nicola Marschall en Marion, Alabama.  Fue adoptada oficialmente el 4 de marzo de 1861 en Montgomery, Alabama. 
Uno de los primeros actos del Congreso provisional confederado fue la creación de la Comisión de la Bandera y del Sello, presidida por William Porcher Miles, de Carolina del Sur. El Comité pidió a la población que presentara ideas y diera su opinión sobre el tema, siendo abrumador el número de peticiones que abogaban por la conservación de la bandera de los Estados Unidos.
Miles ya había llevado a cabo el diseño de la nueva bandera, y por ello primó a esta en perjuicio de la otra propuesta, la de la llamada bandera de «barras y estrellas». No obstante, dado el apoyo popular a una enseña que recordaba a la antigua bandera, y por lo tanto más fácil de asimilar, el comité la aprobó de manera oficial, rechazando el diseño de Miles. Uno de los inconvenientes de esta bandera se evidenció al estallar la guerra, ya que se produjeron grandes confusiones en el campo de batalla debido a su similitud con la del Ejército de la Unión.  
La bandera fue evolucionando en el número de estrellas hasta que finalmente tuvo un total de 13. Esto reflejaba las reivindicaciones de la Confederación tras haber admitido a los estados de Kentucky y de Misuri en su seno.

Segunda bandera nacional confederada, en vigor desde el 1 de mayo de 1863 hasta el 4 de marzo de 1865.

### Segunda bandera nacional (1863-1865)
La segunda bandera nacional de la Confederación fue «el Emblema Impoluto» (The Stainless Banner), que comenzó a exhibirse el 1 de mayo de 1863. Para evitar la confusión en batalla con la bandera de la Unión, esta nueva bandera fue diseñada con la bandera de guerra en su cuarto superior izquierdo. Esta bandera, sin embargo, tenía sus propios problemas: cuando no había viento se la podía confundir con la bandera de rendición porque el espacio blanco predominaba.
En los territorios confederados se le impuso el sobrenombre «Impoluto» para referirse a la «intachable virtud y honor de los sureños y su lucha por la independencia de la tiranía y la agresión de los Estados del norte». La bandera también recibe el nombre de «Stonewall Jackson» debido a su uso inaugural en los funerales del general Stonewall Jackson cubriendo su féretro. 
El Secretario de Marina Stephen Mallory publicó una serie de normas el 26 de mayo de 1863 que modificaban la bandera para uso de navíos, empleando en lo sucesivo una proporción de 1,5:1 en lugar de la 2:1 empleada por el Congreso. 

### Tercera bandera nacional (1865-1866)

Tercera y última bandera nacional confederada (1865-1866)

Esta es la tercera y última bandera de la Confederación, adoptada el 4 de marzo de 1865, muy poco tiempo antes de la capitulación. La barra vertical roja fue añadida para evitar confusión con la bandera de rendición cuando la bandera no estaba totalmente desplegada. A veces se la ha llamado la «manchada de sangre» o la «bañada en sangre». 
Los pocos ejemplares confeccionados de la tercera bandera confederada antes del fin de la guerra fueron modificaciones de la de 1863, con una barra roja añadida.

### Otras banderas
Además de las banderas nacionales, los sudistas exhibieron una amplia variedad de banderas y emblemas durante la guerra. La más famosa, la bandera Bonnie Blue (que data de 1810) se usó como bandera oficiosa durante los primeros meses de 1861. A continuación se muestran otras banderas.

#### Bandera de batalla

Bandera de batalla de la Confederación.

La bandera de batalla de la Confederación es cuadrada, de distintos tamaños para los distintos grados del Ejército: 48 pulgadas para la infantería, 36 para la artillería y 30 para la caballería. Se usó en batalla desde noviembre de 1861 hasta la derrota final. El color azul de la cruz sureña en la bandera era azul marino, algo más oscuro que el empleado por la «Naval Jack». Para remediar la confusión de la bandera «Barras y Estrellas» con la de la Unión, el general del ejército de Virginia P.G.T. Beauregard, entre otros, fue el primero en adoptar esta bandera a partir del diseño de William Porcher Miles (véase más abajo). El diseño rectangular de Miles fue reducido a una forma cuadrada para facilitar su transporte en batalla. 
También se la conoce como la bandera del Ejército de Virginia del Norte. 
La bandera se hizo tan popular que fue la base de la segunda bandera nacional de la Confederación, como se explica más arriba. Algunos prefieren, por verlas más sonoras y distintivas, las proporciones cuadradas de esta bandera frente al original rectangular de Miles.

#### Bandera de proa

"Navy Jack" de la Confederación.

La bandera de proa confederada (en inglés: Confederate Navy Jack), también llamada «bandera rebelde» o «cruz sureña», es el precursor rectangular de la bandera de batalla. El color azul en la cruz de san Andrés es más pálido que en la Bandera de Batalla, pero solo se usó en los barcos confederados desde 1863 a 1865. 
El diseño fue obra original del congresista de Carolina del Sur William Porcher Miles con la intención de convertirla en bandera nacional, pero fue rechazada por el Gobierno confederado por parecerse demasiado a unos tirantes cruzados. Fue empleada por unas pocas unidades del Ejército, incluido el Ejército de Tennessee. Hoy es el símbolo más universalmente reconocido del sur de Estados Unidos, donde se la denomina familiarmente la bandera rebelde o Dixie.

## Posguerra
Durante algún tiempo en el período de la Reconstrucción, la exhibición pública de las banderas confederadas fue ilegal en los Estados ocupados por las tropas federales.

## Controversias

### Exhibición de la bandera
La bandera de batalla confederada (la Navy Jack, expuesta más arriba) sigue siendo un símbolo reconocido ampliamente. La exhibición de la bandera es un asunto polémico que desencadena sentimientos encontrados, normalmente por el desacuerdo en lo que simboliza. Para muchos habitantes de los Estados del sur es simplemente un símbolo de su pasado y de orgullo hacia sus ancestros, que pasaron años de penurias y sacrificios. Otros la ven como un símbolo de la institución de la esclavitud sin saber que Abraham Lincoln, antes de la secesión, ofreció a los Estados del sur una enmienda constitucional (la número 13) mediante la cual el Congreso no promulgaría leyes que afectasen a la institución de la esclavitud. (cita requerida)

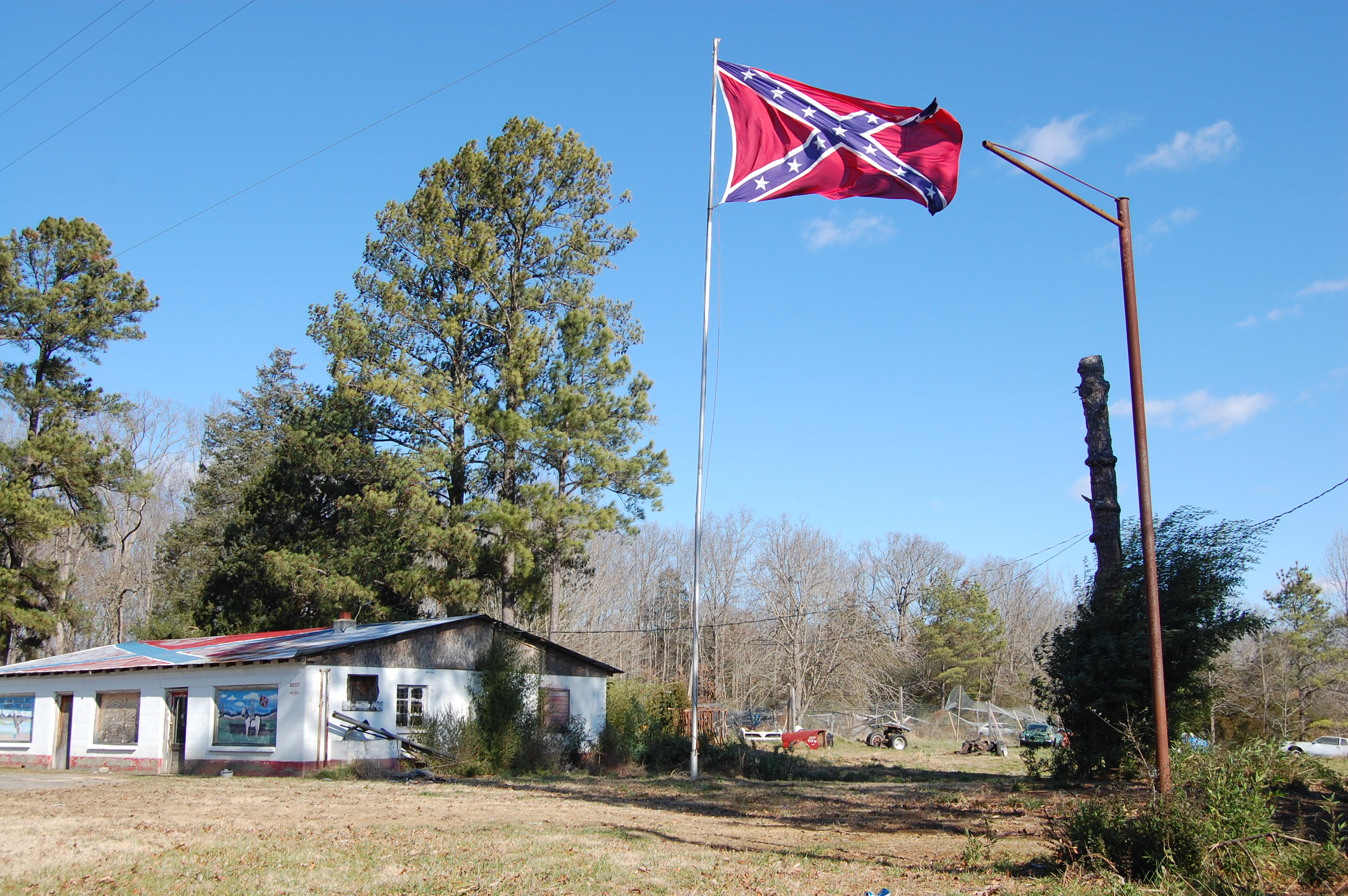
Bandera de batalla de la Confederación ondeando en el patio de una casa de Carolina del Norte (2012)

De acuerdo con el historiador Shelby Foote, especialista en la Guerra de Secesión, la bandera representaba tradicionalmente la resistencia al dominio político del norte. Las connotaciones racistas llegaron con el Movimiento por los Derechos Civiles, cuando la protección de la segregación se convirtió en el punto central de dicha resistencia. Al mismo tiempo grupos racistas como el Ku Klux Klan y los protectores de las leyes Jim Crow se apropiaron de esta bandera.  
La NAACP (Asociación Nacional Para el Desarrollo de las Personas de Color) y otros grupos pro-derechos civiles han seguido rechazando y cuestionando el uso de la bandera a pesar de la popularidad que pueda tener. 
El 12 de abril de 2000, el senado estatal de Carolina del Sur, con un voto favorable de 36 contra 7, aprobó una ley para retirar la bandera confederada de la cúpula del palacio del Capitolio y colocarla en el patio frontal. Las leyes del Estado prohíben la retirada de su emplazamiento actual sin causa legislativa. Hubo de emplazar policías para protegerla, después de numerosos intentos de robo. Fue finalmente retirada quince años más tarde.
Esta bandera también es considera un icono de la música country y el movimiento rockabilly, que no la consideran un símbolo racista ni xenófobo, sino más bien un reconocimiento a la música y músicos del sur de Estados Unidos.  
Además, resulta comúnmente empleada como emblema pro-armas, llegando a ser encontrada en gran parte de las armerías estadounidenses.

### Modelo para las banderas estatales

Bandera de Georgia entre 1956 y 2001.

Bandera de Georgia desde 2004.

En 1955, la bandera estatal de Georgia fue rediseñada para incorporar la bandera de batalla confederada. Esto fue causa de polémica en las décadas de 1980 y 1990, y en enero de 2001 se adoptó un nuevo diseño para reconocer la importancia histórica de la bandera confederada al mismo tiempo que se reducía su tamaño. 
Esta controversia propició la derrota electoral del gobernador Roy Barnes a favor de Sonny Perdue, el primer gobernador republicano desde la década de 1870. 
En 2003 se volvió a diseñar la bandera sin ninguna imagen de la bandera confederada, aunque el diseño de 2003 es una adaptación de la primera bandera confederada arriba mencionada. En marzo de 2004 se convocó un referéndum en el que se dieron a elegir los dos diseños más recientes de bandera, excluyendo voluntariamente el diseño de 1956. 

Bandera de Misisipi entre 2001 y 2020.

La bandera confederada de batalla fue parte de la bandera de Misisipi en 1894, habiendo ocurrido desde entonces una extraña serie de hechos: en 1906, las estatuas de la bandera fueron omitidas por error en el nuevo código legal del Estado, dejando a Misisipi sin bandera oficial. La omisión no fue descubierta hasta 1993, cuando un abogado contratado por la NAACP dio cuenta del hecho a la Corte Suprema de Misisipi. 
En el año 2000 el gobernador de Misisipi, Ronnie Musgrove, emitió un decreto elevando la bandera a la categoría de oficial. Después de una larga polémica, la decisión final fue dejada a los ciudadanos del Estado que, el 17 de abril de 2001, votaron a favor de mantener la enseña confederada en la bandera estatal. También en la Universidad de Misisipi (Ole Miss) la bandera estuvo presente en los partidos de fútbol americano por el nombre del equipo: los Rebels. En junio de 2020, y tras la conmoción por el asesinato de George Floyd, el estado dejó de utilizar la bandera con el diseño confederado y llamó a un concurso para escoger una nueva enseña, que finalmente se oficializó en noviembre de 2020.
Las banderas de Alabama y Florida contienen ambas una cruz diagonal roja, que algunos ven como una representación de la cruz sureña, si bien ambas banderas están inspiradas en la del Imperio Español, debido a la presencia colonial española en estos territorios, especialmente en Florida. La bandera de Arkansas también muestra un diseño que algunos creen reminiscente de la confederada.